# Erickson Gallardo
Pour les articles homonymes, voir Gallardo.
Erickson Yirson Gallardo Toro, né le 26 juillet 1996 à Barinas, est un footballeur international vénézuélien jouant au poste d'ailier au Rising de Phoenix en USL Championship.

## Biographie

### En club
Membre de l'équipe B du Zamora FC depuis 2013, Erickson Gallardo rejoint l'effectif principal du club en 2016. Au sein du Zamora FC, il remporte le championnat vénézuélien en 2013-2014, 2015, 2016 et 2018,.
Le 31 mai 2018, il se met en évidence en marquant un doublé en championnat, lors de la phase finale face à l'Estudiantes de Mérida (victoire 3-1).
Il participe avec l'équipe de Zamora à la Copa Libertadores (12 matchs, deux buts), et à la Copa Sudamericana (cinq matchs).
Le 9 juillet 2019, Erickson Gallardo signe au Toronto FC en Major League Soccer.
Il s'engage en faveur du Rising de Phoenix, franchise de USL Championship le 9 novembre 2022.

### En équipe nationale
Erickson Gallardo fait ses débuts en sélection nationale le 1er juin 2019, remplaçant Jhon Murillo à la 82e minute lors d'un match amical opposant le Venezuela à l'Équateur.

## Palmarès
Zamora FC
- Champion du Venezuela en 2014, 2015, 2016 et 2018
- Finaliste de la Coupe du Venezuela en 2017

 Toronto FC
- Finaliste du championnat canadien en 2019